# Godziembów
Godziembów – wieś w Polsce położona w województwie lubelskim, w powiecie łęczyńskim, w gminie Ludwin.
W latach 1975–1998 miejscowość należała administracyjnie do województwa lubelskiego.

## Etymologia
Nazwa miejscowości Godziembów pochodzi od nazwy osobowej Godziemba z sufiksem „-ów” (Opis daje Kazimierz Rymut – Nazwy miejscowe Polski).